# Floddvärgtyrann
Floddvärgtyrann (Serpophaga hypoleuca) är en fågel i familjen tyranner inom ordningen tättingar.

## Utseende och läte
Floddvärgtyrannen är en liten tyrann i svart, grått och vitt. Den är mycket ljusare under än den större arten svartfibi. Sittande fåglar har ofta en tydligt vågrät hållning.

## Utbredning och systematik
Floddvärgtyrann delas in i tre underarter:
- Serpophaga hypoleuca hypoleuca – förekommer i Orinocoonområdet
- Serpophaga hypoleuca venezuelana – förekommer i tropiska Venezuela (Apure, Anzoátegui och norra Bolívar)
- Serpophaga hypoleuca pallida – förekommer i Amazonområdet i Brasilien söder om Amazonfloden

## Levnadssätt
Floddvärgtyranner hittas utmed låglänta floder, vanligast på flodöar och ibland i annan flodnära vegetation. Där ses den födosöka i tät och lågväxt vegetation. 

## Status
Arten har ett stort utbredningsområde och beståndet anses stabilt. Internationella naturvårdsunionen IUCN listar den därför som livskraftig (LC).